# Väter (2002)
Väter ist ein Film von Dani Levy, gedreht im Jahr 2002.

## Handlung
Der Architekt Marco und die Lehrerin Melanie sind verheiratet. Nach außen wirkt alles in bester Ordnung, doch zwischen ihnen staut sich eine Krise an. Ihr sechsjähriger Sohn Benny muss den Stress seiner Eltern jeden Tag ertragen. Als es einmal zu viel wird, verlässt Melanie ihren Mann und nimmt Benny mit. Marco ist davon sehr betroffen, und auch die Affäre mit seiner Kollegin Ilona spendet ihm nur kurzen Trost. Melanie bekommt vom Familiengericht das vorläufige Sorgerecht für ihr Kind zugesprochen. Marco unternimmt alles, um Benny so oft wie möglich zu sehen. Der private Druck wirkt sich auch beruflich aus und Fehlentscheidungen verschlimmern die Situation.

## Kritiken
- „Dani Levy ist erwachsen geworden. Vielleicht liegt das auch daran, daß er vor kurzem selbst Vater geworden ist. Sicher, seine beiden letzten Spielfilme, bei denen er als Regisseur fungierte – STILLE NACHT und MESCHUGGE –, die waren auch schon dem WG-Milieu von ROBBYKALLE PAUL entwachsen. Aber jetzt widmet er sich mit VÄTER einem ganz neuen, und im deutschen Kino auch noch so gut wie unentdeckten Genre: dem Familiendrama. Hierzulande werden Filme, die vom Sorgerecht der Väter handeln, ins Fernsehen abgeschoben, und dies zumeist auch mit Recht.“ (Nana A. T. Rebhan, arte) Komplette Kritik

- „Der mit digitalen Handkameras gefertigte Film zeigt stilsicher komponierte Bilder, eine im deutschen Kino selten gesehene Farbdramaturgie und tanzt dynamisch durch seine mit mehreren Kameras abgefilmten und immer perfekt aufgelösten Einstellungen. Er kann sich auf sein Ensemble verlassen, nimmt es sich sogar heraus, etablierte Fernsehgesichter wie Marion Kracht auf die Kinoleinwand zu bannen, und hat sagenhafte Momente der kleinen Gesten und Blicke. Da bleibt dem geneigten Zuschauer nur zu sagen: Danke schön.“ (Christian Gruber, Schnitt) Komplette Kritik
- Die Deutsche Film- und Medienbewertung in Wiesbaden verlieh dem Film das Prädikat besonders wertvoll.